# Менфон
Менфо́н (фр. Mainfonds) — коммуна во Франции, находится в регионе Пуату — Шаранта. Департамент — Шаранта. Входит в состав кантона Бланзак-Поршрес. Округ коммуны — Ангулем.
Код INSEE коммуны — 16201.
Коммуна расположена приблизительно в 420 км к юго-западу от Парижа, в 125 км южнее Пуатье, в 19 км к юго-западу от Ангулема.

## Население
Население коммуны на 2008 год составляло 168 человек.
| 1962 | 1968 | 1975 | 1982 | 1990 | 1999 | 2008 |
| ---- | ---- | ---- | ---- | ---- | ---- | ---- |
| 196  | 199  | 179  | 166  | 171  | 142  | 168  |

## Администрация
| Период | Период | Фамилия        | Партия | Примечания |
| ------ | ------ | -------------- | ------ | ---------- |
| 1977   | 1989   | Джеймс Шарье   |        |            |
| 1989   |        | Жан-Пьер Барбо |        | пенсионер  |

## Экономика
В 2007 году среди 97 человек в трудоспособном возрасте (15—64 лет) 83 были экономически активными, 14 — неактивными (показатель активности — 85,6 %, в 1999 году было 68,1 %). Из 83 активных работали 75 человек (47 мужчин и 28 женщин), безработных было 8 (2 мужчины и 6 женщин). Среди 14 неактивных 1 человек был учеником или студентом, 9 — пенсионерами, 4 были неактивными по другим причинам.

## Достопримечательности
- Приходская церковь Сен-Медар (XII век). Памятник истории с 1926 года[3]
- Замок Барьер (XVII век)

## Фотогалерея
- Церковь Сен-Медар
- Менфон
- Крест